# Collonges (Ain)
Pour les articles homonymes, voir Collonges.
Collonges est  une commune française  située dans le département de l'Ain en région Auvergne-Rhône-Alpes.
Ses habitants s'appellent les Collongeois et les Collongeoises.

## Géographie
Le village est situé sur la rive droite du  Rhône, juste en amont de sa percée dans le Jura. Les hameaux de Collonges sont Écorans, Pierre et Villars-la-Cluse.

### Climat
Pour des articles plus généraux, voir Climat d'Auvergne-Rhône-Alpes et Climat de l'Ain.
En 2010, le climat de la commune est de type climat des marges montargnardes, selon une étude du CNRS s'appuyant sur une série de données couvrant la période 1971-2000. En 2020, Météo-France publie une typologie des climats de la France métropolitaine dans laquelle la commune est exposée à un climat de montagne ou de marges de montagne et est dans la région climatique Jura, caractérisée par une forte pluviométrie en toutes saisons (1 000 à 1 500 mm/an), des hivers rigoureux et un ensoleillement médiocre.
Pour la période 1971-2000, la température annuelle moyenne est de 10,4 °C, avec une amplitude thermique annuelle de 18,3 °C. Le cumul annuel moyen de précipitations est de 1 351 mm, avec 11,4 jours de précipitations en janvier et 8,8 jours en juillet. Pour la période 1991-2020, la température moyenne annuelle observée sur la station météorologique de Météo-France la plus proche, « Bellegarde », sur la commune de Valserhône à 7 km à vol d'oiseau, est de 11,1 °C et le cumul annuel moyen de précipitations est de 1 184,6 mm,. Pour l'avenir, les paramètres climatiques de la commune estimés pour 2050 selon différents scénarios d'émission de gaz à effet de serre sont consultables sur un site dédié publié par Météo-France en novembre 2022.

## Urbanisme

### Typologie
Au 1er janvier 2024, Collonges est catégorisée bourg rural, selon la nouvelle grille communale de densité à 7 niveaux définie par l'Insee en 2022.
Elle est située hors unité urbaine. Par ailleurs la commune fait partie de l'aire d'attraction de Genève - Annemasse (partie française), dont elle est une commune de la couronne,. Cette aire, qui regroupe 158 communes, est catégorisée dans les aires de 700 000 habitants ou plus (hors Paris),.

### Occupation des sols
L'occupation des sols de la commune, telle qu'elle ressort de la base de données européenne d’occupation biophysique des sols Corine Land Cover (CLC), est marquée par l'importance des forêts et milieux semi-naturels (60,4 % en 2018), une proportion sensiblement équivalente à celle de 1990 (59,9 %). La répartition détaillée en 2018 est la suivante : 
forêts (52,6 %), terres arables (20,3 %), milieux à végétation arbustive et/ou herbacée (7,7 %), prairies (7,1 %), zones urbanisées (5,2 %), zones humides intérieures (3,4 %), eaux continentales (2 %), zones agricoles hétérogènes (1,6 %), espaces ouverts, sans ou avec peu de végétation (0,2 %).
L'évolution de l’occupation des sols de la commune et de ses infrastructures peut être observée sur les différentes représentations cartographiques du territoire : la carte de Cassini (XVIIIe siècle), la carte d'état-major (1820-1866) et les cartes ou photos aériennes de l'IGN pour la période actuelle (1950 à aujourd'hui).

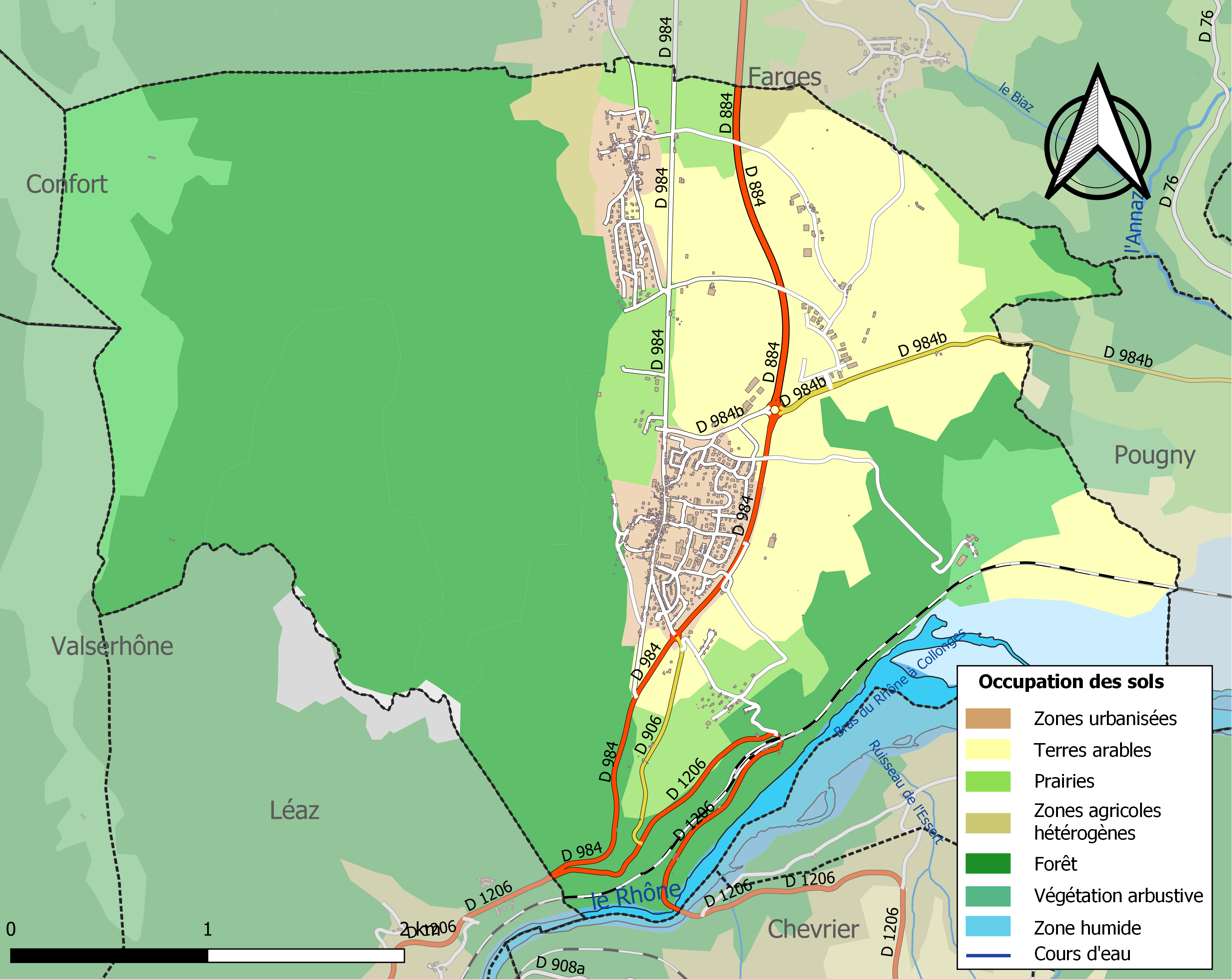
Carte des infrastructures et de l'occupation des sols de la commune en 2018 (CLC).

## Toponymie
On trouve la première mention au village dès 1401 avec Collonges. Durant ce siècle, d'autres mentions existent avec des variantes différentes telles que Collunges en 1441 ou Colonges en 1460. Au XVIIIe siècle, il existait Collonge.
Le paysan libre obtenait le droit de s'établir dans une colonica dont il était le colon. Dès le VIIIe siècle sont apparues des colonicæ.
Durant la Révolution française, la commune prend temporairement le nom de Collonges-Régénéré.

## Histoire
- L'existence du village est mentionnée dès le Xe siècle.
- La famille de Livron, citée depuis 1146, construit au XIIIe siècle un château fort au-dessus du hameau d'Écorans[14]. En 1234, les seigneurs de Livron, comme la plupart des seigneurs gessiens, deviennent les vassaux des barons de Gex[15].
- Au XVIIe siècle, le village de Collonges fait partie du fief de Farges, qui s'étendait alors des sommets du Jura jusqu'au Rhône et du Fort l'Écluse jusqu'à la rivière l'Annaz[16]. Collonges est rattaché à la paroisse de Farges, mais possède une chapelle dédiée à saint Théodule.
- La commune de Collonges est créée en 1793, sous l'an II de la République. Elle incluait alors le village de Pougny[17].
- La commune de Pougny s'en détache lors de sa création le 27 septembre 1826.

## Politique et administration

### Découpage territorial
La commune de Collonges est membre de l'intercommunalité Pays de Gex Agglo, un établissement public de coopération intercommunale (EPCI) à fiscalité propre créé le 31 mai 1995 dont le siège est à Gex. Ce dernier est par ailleurs membre d'autres groupements intercommunaux.
Sur le plan administratif, elle est rattachée à l'arrondissement de Gex, au département de l'Ain et à la région Auvergne-Rhône-Alpes. Sur le plan électoral, elle dépend du  canton de Thoiry pour l'élection des conseillers départementaux, depuis le redécoupage cantonal de 2014 entré en vigueur en 2015, et de la troisième circonscription de l'Ain  pour les élections législatives, depuis le dernier découpage électoral de 2010.

### Administration municipale

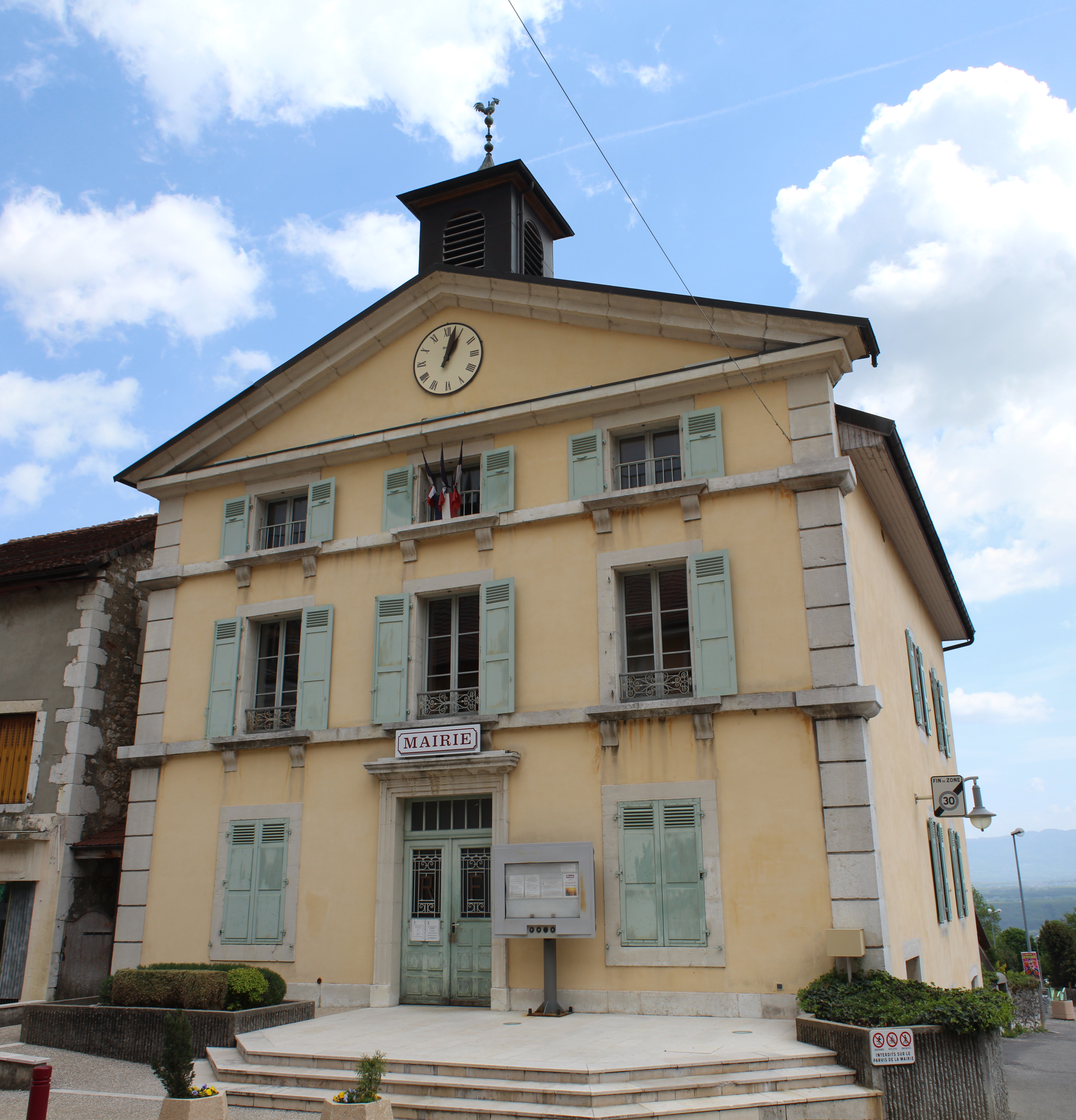
Mairie.

| Période                                  | Période   | Identité          | Étiquette | Qualité                                                                                 |
| ---------------------------------------- | --------- | ----------------- | --------- | --------------------------------------------------------------------------------------- |
| 1852                                     | ?         | Joseph Béatrix    |           | Notaire, propriétaire Conseiller général du canton de Collonges (1851 → 1855)           |
| Les données manquantes sont à compléter. |           |                   |           |                                                                                         |
| 1940                                     | 1958      | Lucien Michaux    | Rad.      | Imprimeur Conseiller général du canton de Collonges (1934 → 1940)                       |
| 1958                                     | 1974      | Maurice Jacquinod |           | Retraité SNCF                                                                           |
| ?                                        | ?         | Pierre Delieutraz | ?         | Retraité du corps des sous-officiers supérieurs de l'armée française (chasseurs alpins) |
| ?                                        | ?         | Henri Malègue     | DVG       | Instituteur et directeur de l'école primaire de la commune                              |
| Les données manquantes sont à compléter. |           |                   |           |                                                                                         |
| Juin 1995                                | Mars 2008 | Roger Marchand    | DVD       | Retraité de l'artisanat menuiserie Réélu en 2001                                        |
| Mars 2008                                | Mai 2020  | André Duparc      | DVD       | Retraité du commerce Réélu en 2014                                                      |
| Mai 2020                                 | En cours  | Lionel Perréal    |           |                                                                                         |
| Les données manquantes sont à compléter. |           |                   |           |                                                                                         |

## Démographie
L'évolution du nombre d'habitants est connue à travers les recensements de la population effectués dans la commune depuis 1793. Pour les communes de moins de 10 000 habitants, une enquête de recensement portant sur toute la population est réalisée tous les cinq ans, les populations de référence des années intermédiaires étant quant à elles estimées par interpolation ou extrapolation. Pour la commune, le premier recensement exhaustif entrant dans le cadre du nouveau dispositif a été réalisé en 2004.
En 2022, la commune comptait 2 260 habitants, en évolution de +1,66 % par rapport à 2016 (Ain : +5,15 %, France hors Mayotte : +2,11 %).
| 1793  | 1800  | 1806  | 1821  | 1831  | 1836  | 1841  | 1846  | 1851  |
| ----- | ----- | ----- | ----- | ----- | ----- | ----- | ----- | ----- |
| 1 146 | 1 145 | 1 222 | 1 351 | 1 256 | 1 276 | 1 278 | 1 293 | 1 221 |

| 1856  | 1861  | 1866  | 1872  | 1876  | 1881  | 1886  | 1891  | 1896  |
| ----- | ----- | ----- | ----- | ----- | ----- | ----- | ----- | ----- |
| 1 323 | 1 171 | 1 166 | 1 115 | 1 086 | 1 091 | 1 104 | 1 075 | 1 503 |

| 1901 | 1906 | 1911 | 1921 | 1926 | 1931 | 1936 | 1946 | 1954 |
| ---- | ---- | ---- | ---- | ---- | ---- | ---- | ---- | ---- |
| 956  | 891  | 871  | 852  | 836  | 701  | 754  | 657  | 732  |

| 1962 | 1968 | 1975 | 1982 | 1990  | 1999  | 2004  | 2006  | 2009  |
| ---- | ---- | ---- | ---- | ----- | ----- | ----- | ----- | ----- |
| 879  | 901  | 966  | 926  | 1 000 | 1 106 | 1 119 | 1 221 | 1 821 |

| 2014  | 2019  | 2022  | - | - | - | - | - | - |
| ----- | ----- | ----- | - | - | - | - | - | - |
| 2 163 | 2 226 | 2 260 | - | - | - | - | - | - |

## Économie
Quelques commerces sont implantés dans le village : une supérette Proxi, un traiteur et un bar-PMU, une boulangerie, une distillerie, une pizzeria, et une pharmacie entre autres.

## Culture locale et patrimoine

### Lieux et monuments

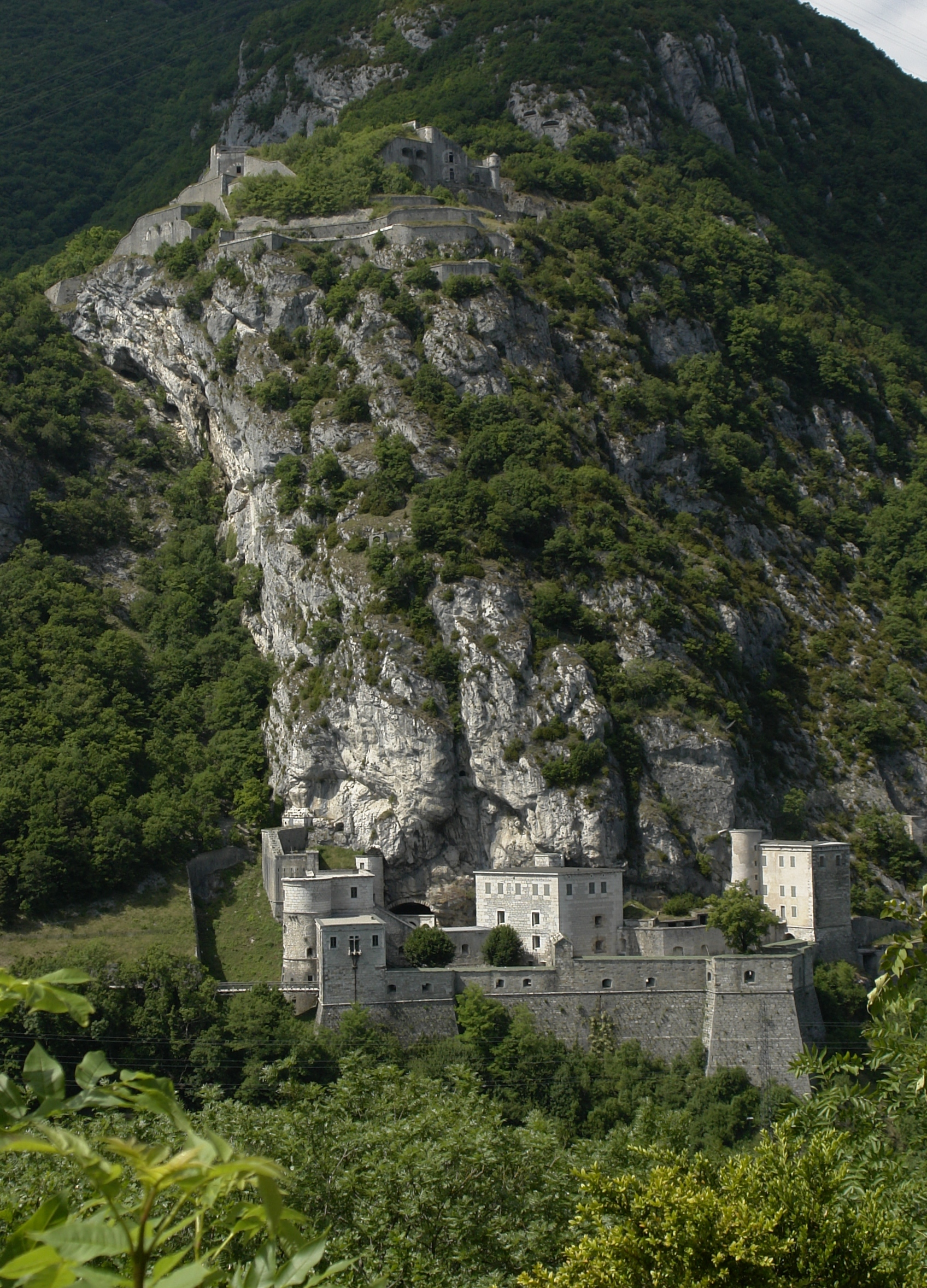
Fort l'Écluse.

- Vestiges du château de Château-Vy ou d'Écorans (XIIIe siècle), à 2 km au nord-ouest d'Écorans, sur un promontoire à 654 mètres d'altitude. Site fossoyé avec donjon carré.

Château des sires de Gex qui en font hommage en 1277 aux sires de Faucigny.
- Vestiges du château de Livron, à 2 km au nord-nord-ouest d'Écorans sur un promontoire à 650 mètres d'altitude.

Berceau de la famille de Livron, citée depuis 1146. Il subsiste les ruines d'un donjon carré de 10 mètres de côté, de logis et de courtines.
- Vestiges du château de Pierre cité en 1293.

Le château qui relève d'abord des sires de Gex puis des comtes de Savoie, est ruiné à la fin du XVIe siècle.
- Site classé du défilé de Fort l'Écluse (les forts, inférieur et supérieur, proprement dits étant situés sur la commune de Léaz).
- Gare de Fort-l'Écluse-Collonges (fermée aux voyageurs).
- Pont Carnot sur le Rhône.
- Église Saint-Théodule de Collonges.

### Personnalités liées à la commune
- Eugène Bizot (1855-1908), député de l'Ain, y est né.

### Héraldique
| Blason | Blasonnement : Parti : au premier de gueules à la bande d'argent côtoyée de deux cotices du même, au second d'azur à la tour d'argent maçonnée de sable accompagnée de trois fleurs de lys d'or. Commentaires : Le premier parti reprend les armes de la famille de Livron ; la tour rappelle le château fort que cette famille avait construit au XIIIe siècle au-dessus d'Écorans et les fleurs de lys le rattachement au royaume de France en 1601. |